# Conistone with Kilnsey
Conistone with Kilnsey est une paroisse civile du Yorkshire du Nord, en Angleterre. Elle contient les deux villages de Conistone et Kilnsey. Au recensement de 2011, elle comptait 124 habitants et au recensement de 2021, 136 habitants.